# Bazylika Matki Bożej Rokitniańskiej w Rokitnie

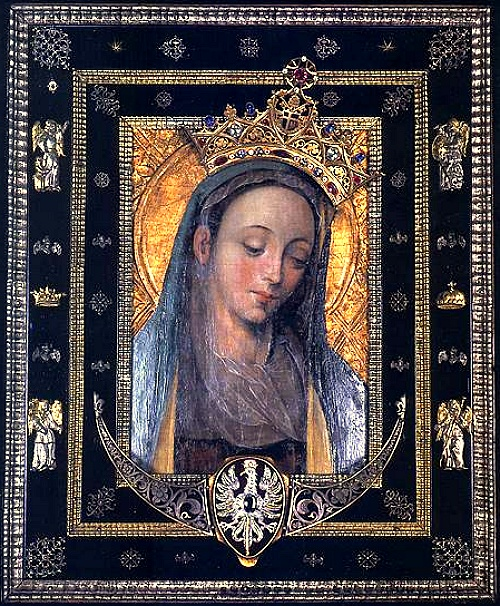

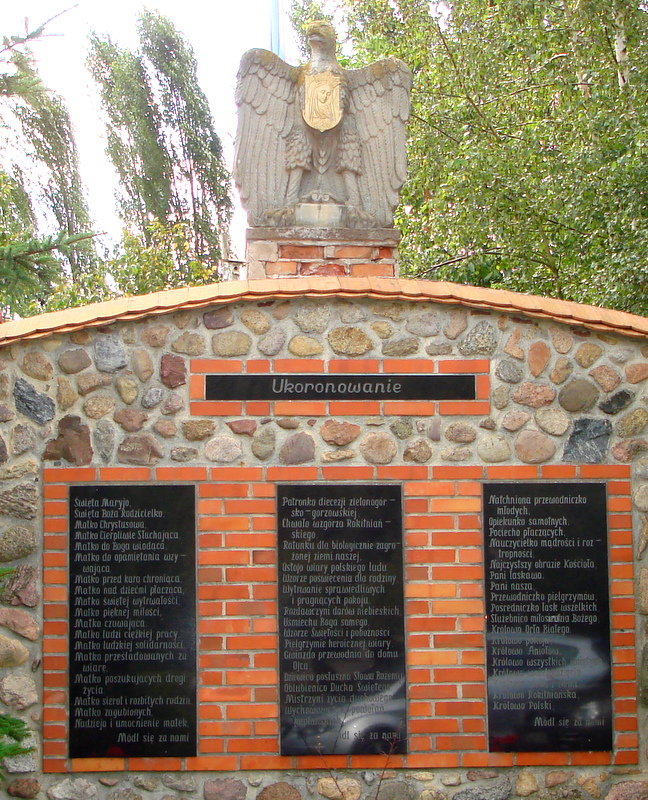
Litania do MB Rokitniańskiej w ogrodach sanktuarium

Bazylika i sanktuarium pw. Matki Bożej Cierpliwie Słuchającej – sanktuarium maryjne Ziem Zachodnich w miejscowości Rokitno w województwie lubuskim, w powiecie międzyrzeckim, w gminie Przytoczna. Jest jednym z jedenastu sanktuariów należących do diecezji zielonogórsko–gorzowskiej.

## Historia
Parafia istniała już prawdopodobnie w XII wieku. Pierwszy drewniany kościółek prawdopodobnie pw. Michała Archanioła powstał w 1333 r., założony przez biskupa poznańskiego Jana Doliwę. 18 grudnia 1378 r. kasztelan starogrodzki Mikołaj z Bytynia darował Rokitno opatowi Mikołajowi i cystersom.
W roku 1661 stał się własnością cystersów z Bledzewa. Słynący z cudów obraz Matki Boskiej przeniesiono z opactwa bledzewskiego w 1669 r. W 1671 r. po przygodzie cudownego obrazu w Warszawie, Jan Opaliński rozbudował ciągle drewniany kościół. Poszerzył nawę główną, rozbudował prezbiterium, wprowadził nowy ołtarz przystosowany do obraz NMP oraz dobudował dwie wieże z przedsionkami.
Pierwszą budowę nowego kościoła rozpoczęto z początkiem XVIII wieku, nie została jednak dokończona. W 1746 r. budowlę rozebrano i zaczęto wznosić obecną świątynię. Ukończono ją w 1762 r. Powstała budowla na planie prostokąta, trójnawowa, z prezbiterium od północy. Po stronie zachodniej do prezbiterium dobudowano zakrystię, po wschodniej kaplicę. Wejście flankują dwie kwadratowe wieże nakryte hełmami.
We wnętrzu manierystyczne stalle z poł. XVII w. przypisywane Hilarionowi z Poznania, a pochodzące z kościoła opactwa cysterskiego w Bledzewie. Sklepienia żaglowe ozdobione są polichromią z XVIII wieku. W ołtarzu głównym umieszczono cudowny obraz Matki Bożej Cierpliwie Słuchającej ukoronowany koronami papieskimi w 1989 r. Reszta wyposażenia w stylu baroku i rokoko. Obecnie kościół jest najważniejszym sanktuarium maryjnym diecezji zielonogórsko–gorzowskiej. Kościół Matki Bożej Rokitniańskiej od 2002 roku nosi tytuł bazyliki mniejszej.
Rokitno dwukrotnie znalazło się w obrębie niemieckiej Brandenburgii (w XIV w. i w latach 1792–1945).
20 listopada 2024 sanktuarium Matki Bożej Rokitniańskiej zostało uznane za pomnik historii.

## Cudowny obraz NMP Rokitniańskiej
Obraz namalowany został na początku XVI w. przez mistrzów szkoły niderlandzkiej, na drewnie lipowym. Widnieje na nim popiersie Matki Bożej na złoconym tle, z charakterystycznie odsłoniętym uchem, dlatego też Matkę Bożą Rokitniańską nazywa się Cierpliwie Słuchającą. Głowę Maryi okala wydrążona w drewnie aureola, twarz jest pochylona ku lewej stronie. Spokojna, jakby zasłuchana, z przymkniętymi oczami. Włosy okrywa muślinowy welon i nakrycie w kolorze niebieskim z żółtą podszewką, na piersi szata w królewskim odcieniu czerwieni. Obraz ma wymiary: 40 cm wysokości i 27 cm szerokości.

## Odpusty parafialne
W sanktuarium obchodzone są 4 odpusty:
- 3 maja – Najświętszej Maryi Panny Królowej Polski
- 18 czerwca – Matki Bożej Rokitniańskiej
- pierwsza niedziela września – Narodzenie Najświętszej Maryi Panny
- pierwsza niedziela października – Matki Bożej Różańcowej

## Galeria

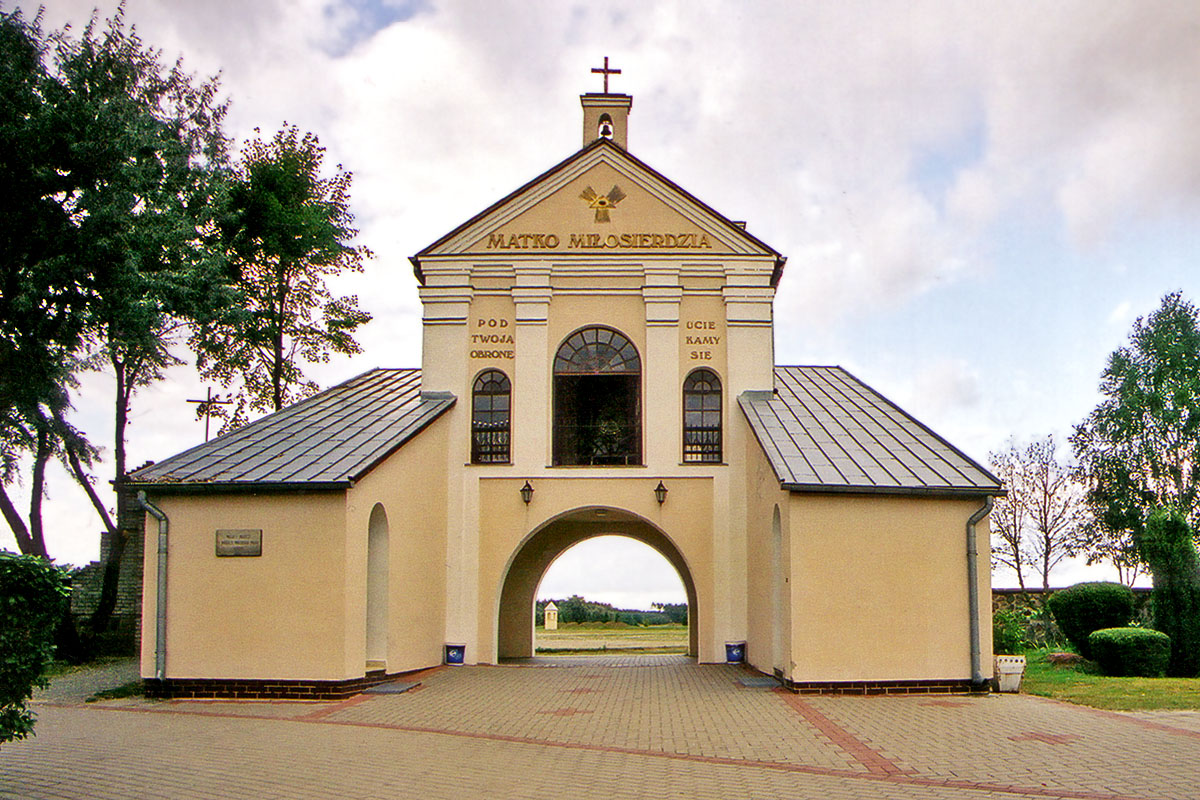
Kopia wileńskiej Ostrej Bramy
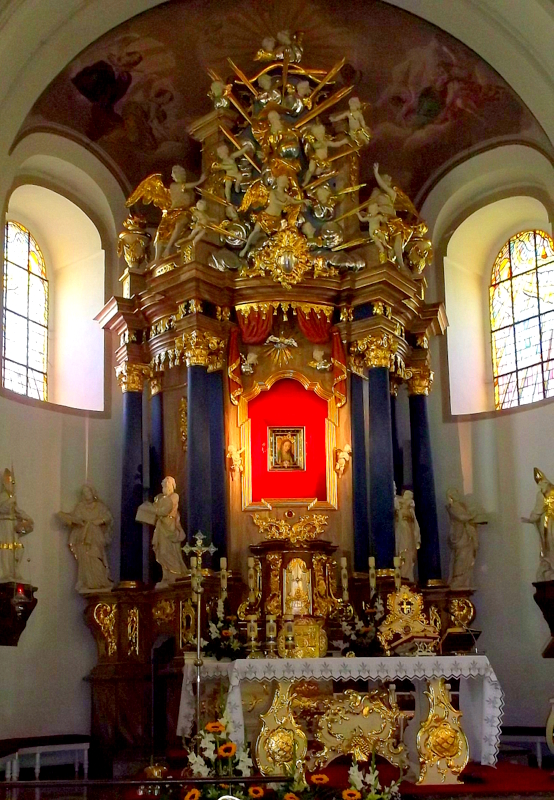
Ołtarz główny w bazylice mniejszej Matki Bożej Cierpliwie Słuchającej
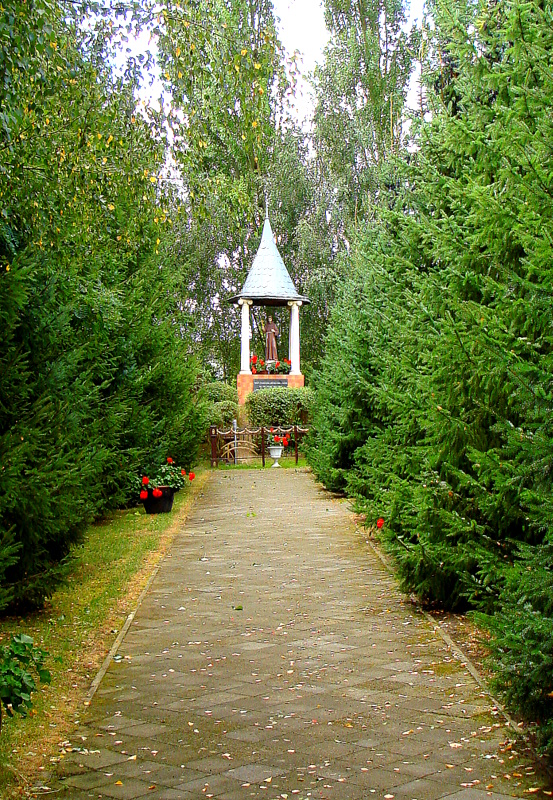
Kaplica z figurą św. Franciszka
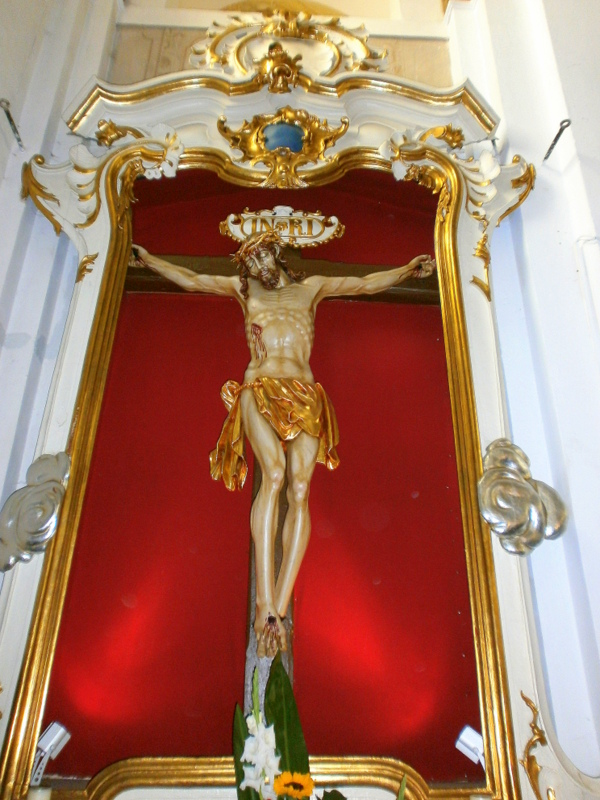
Ołtarz boczny w bazylice mniejszej
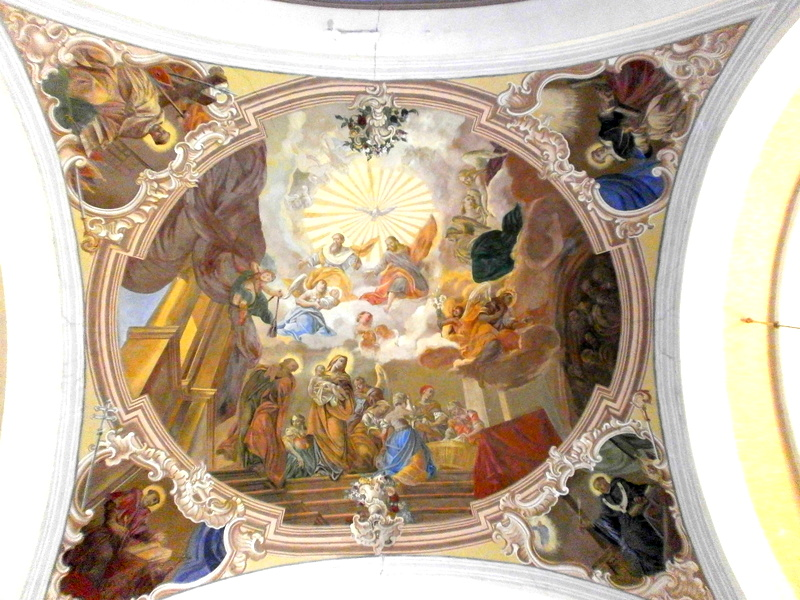
Fresk w bazylice mniejszej
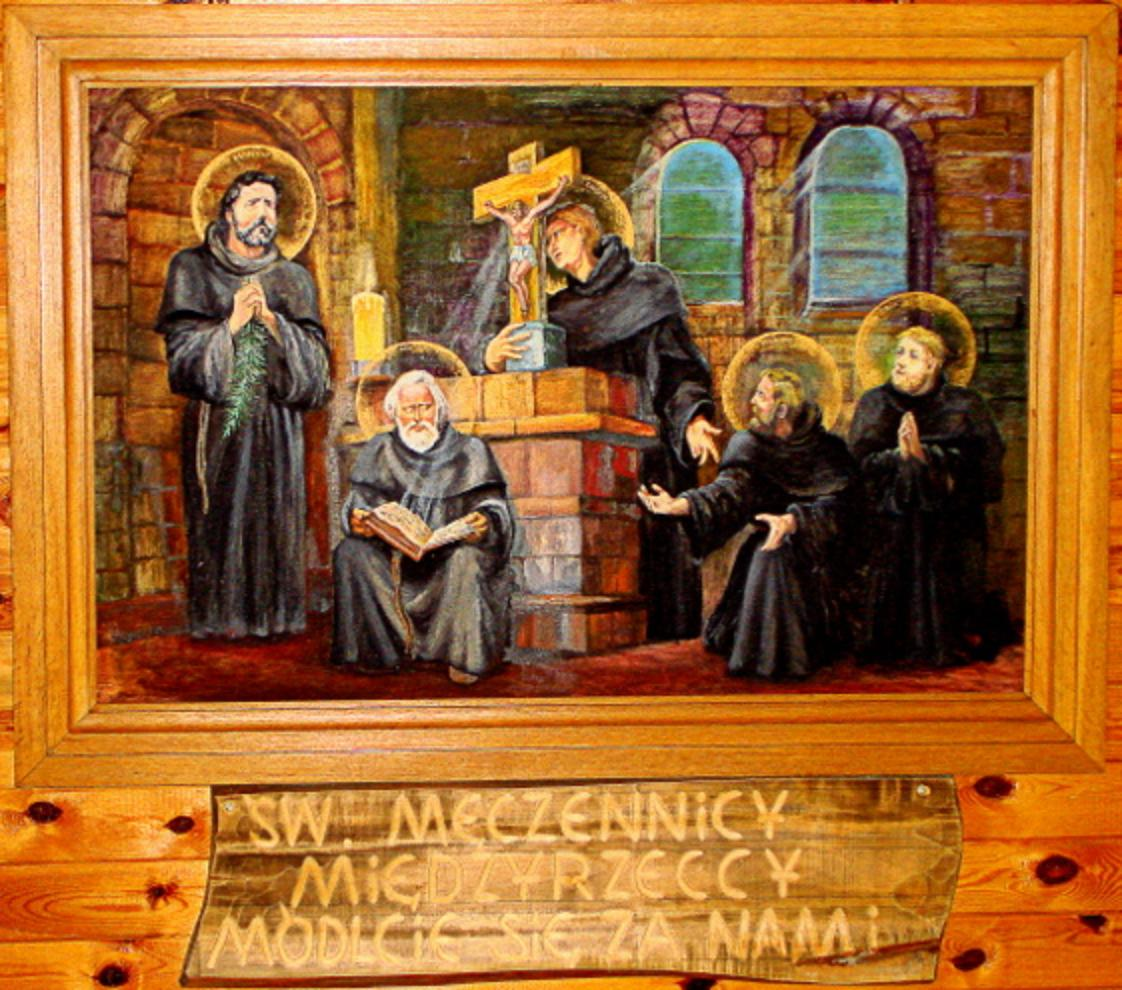
Pustelnia Świętych Braci Męczenników Międzyrzeckich
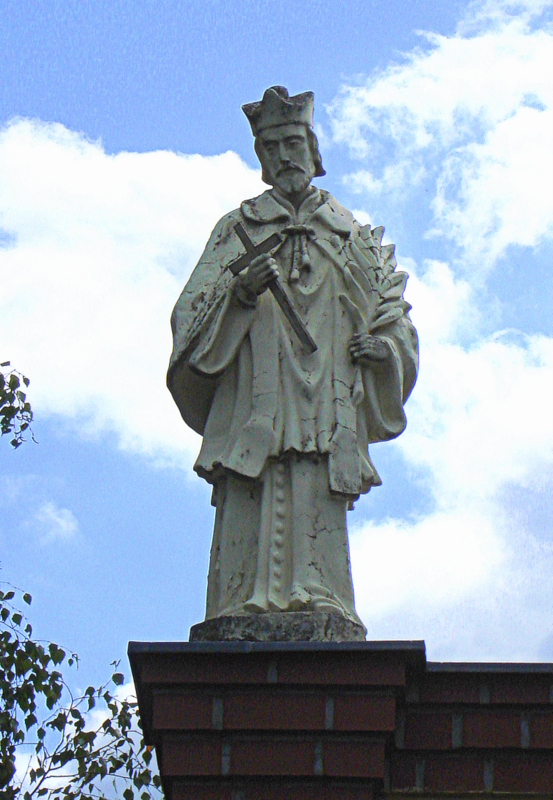
Figura św. Jana Nepomucena
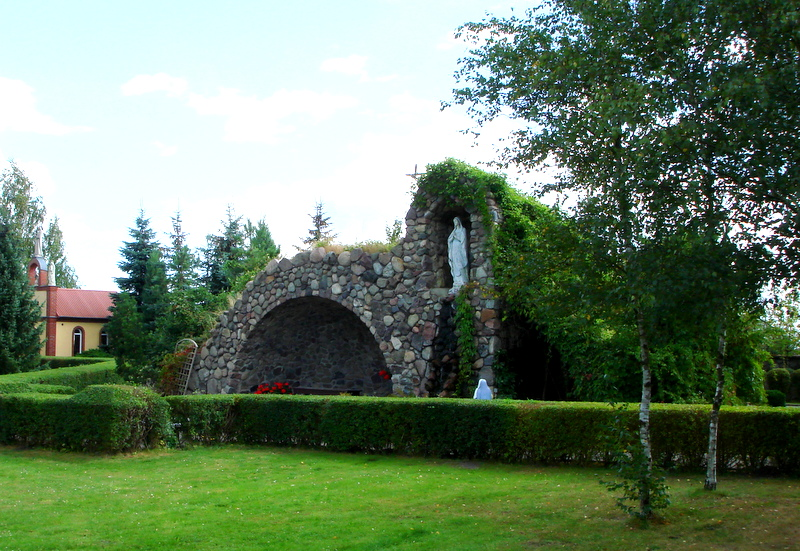
Grota Matki Bożej z Lourdes
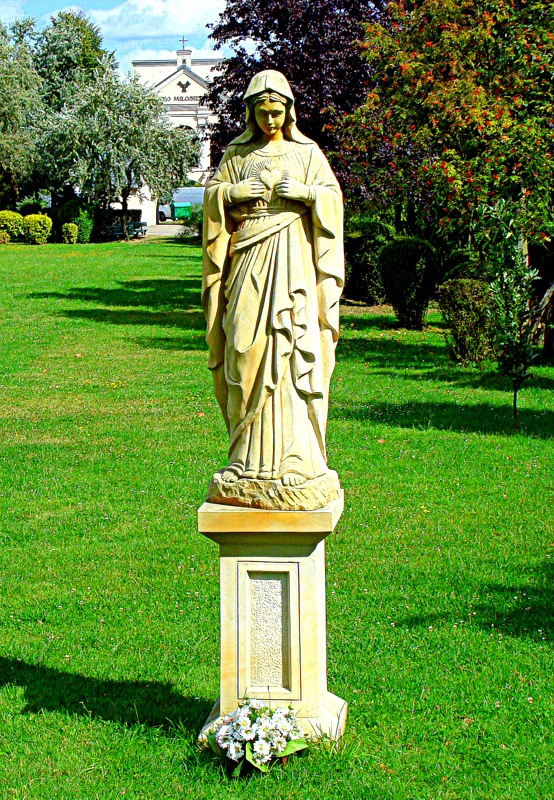
Ogrody sanktuarium, figura MB
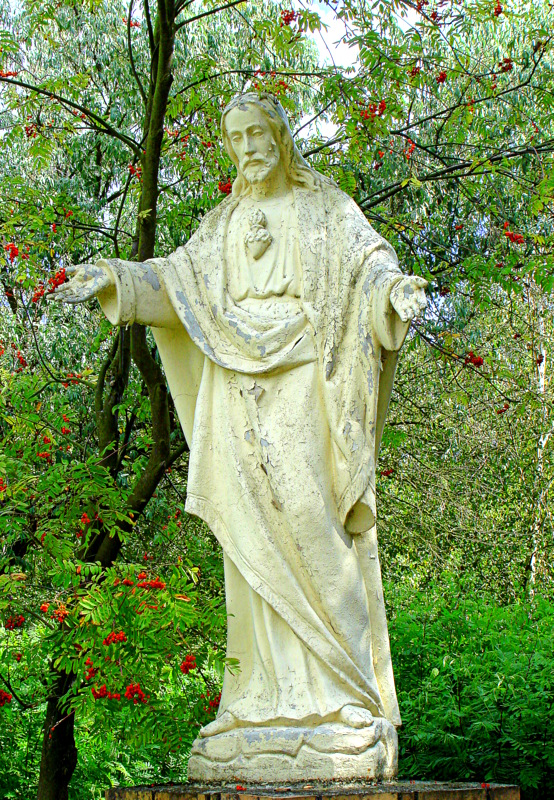
Ogrody sanktuarium, figura Chrystusa
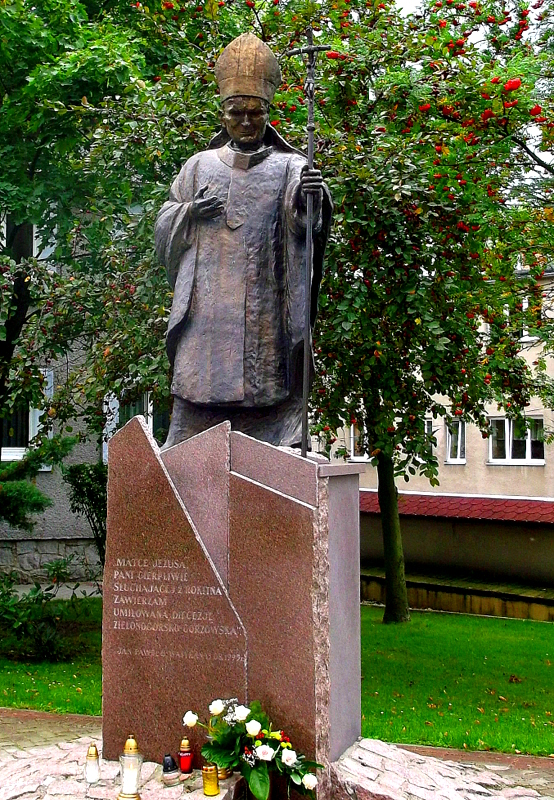
Pomnik Jana Pawła II
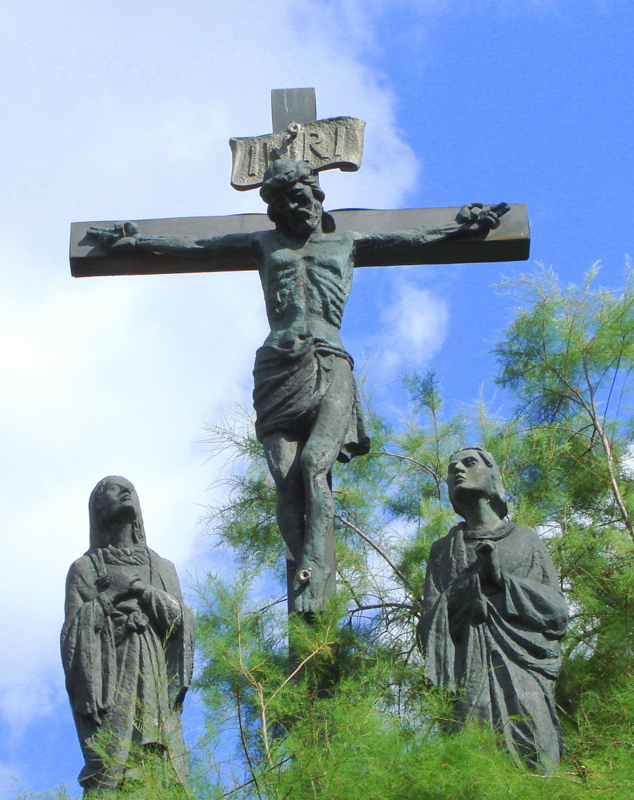
Grupa Ukrzyżowania w ogrodach sanktuarium